# Bowes Museum
Bowes Museum er et kunstgalleri i byen Barnard Castle, i County Durham i Nordengland. Den blev tegnet af Jules Pellechet og John Edward Watson til at huse John Bowes og hans hustru Joséphine Benoîte Coffin-Chevalliers kunstsamling, og det åbnede i 1892.
Det har malerier af El Greco, Francisco Goya, Canaletto, Jean-Honoré Fragonard og François Boucher, sammen med brugskunst, keramik, tekstiler, gobeliner, ure og kostumer samt genstande af lokalhistorisk interesse. Nogle tidlige værker af Émile Gallé blev bestil af Coffin-Chevallier til museet. Museet indeholder også en Silver Swan automaton, der pille sig selv og ser omkring for derefter at fange en fisk.